# Gameverslaving
Gameverslaving wordt over het algemeen gedefinieerd als problematisch, dwangmatig gebruik van computer- en/of internetgames, wat resulteert in een aanzienlijke aantasting van het vermogen van een individu om gedurende een langere periode in verschillende domeinen in het leven te functioneren. Het is onderwerp van onderzoek, debat en discussie tussen experts binnen verschillende disciplines en hebben controverses gegenereerd binnen de medische, wetenschappelijke en game-industrieën. De diagnose kan worden gegeven als iemand internet/videospellen doet ten koste van de dagelijkse verantwoordelijkheden of ten koste van andere doelen, zonder rekening te houden met de negatieve gevolgen van het spelen.
De Wereldgezondheidsorganisatie (WHO) heeft gaming-stoornis opgenomen in de 11e herziene versie (2018) van de International Statistical Classification of Diseases and Related Health Problems.

## Wetenschappelijk onderzoek
Hoewel reeds sedert de jaren 1980 onderzoek is gevoerd, kwam dit toch pas goed op gang na 2000. Wetenschappers hebben moeite om de oorzaken van de ziektebeelden vast te stellen, maar er worden verbanden gelegd met andere stoornissen zoals depressie, aandachtstekort-hyperkinetische stoornis (ADHD), en obsessieve-compulsieve stoornis (OCD).
Verder zijn er een aantal klinieken, ook privéklinieken die verslaafden tegen hoge bedragen hulp bieden.
In Tiel bestaat er een kliniek voor jongeren die aandacht besteedt aan overmatig gamen. De kliniek stelt ook dat het overmatig gamen het gevolg is van andere problemen bij jongeren.
Wetenschapper Jeroen Lemmens heeft een Nederlands boek geschreven over gameverslaving, maar in zijn wetenschappelijke artikel is te lezen dat hij ook worstelt met de definitie van het begrip. Hij heeft de criteria van pathologisch gokken gebruikt en deze zelf vertaald naar het gamen.
In 2007 besloot de American Medical Association om het overmatig gamen geen verslaving te noemen, omdat op dat moment het wetenschappelijke onderzoek op dit terrein nog niet ver genoeg gevorderd was. Op 21 juni 2007 is er een persverklaring uitgeven van de American Psychiatric Association dat gameverslaving niet in de DSM als een gedragsverslaving wordt opgenomen.
Omdat in Europa gameverslaving nog geen medische erkenning geniet, worden behandelingen niet door een ziektekostenverzekering vergoed.
Doordat er wetenschappelijk nog zo weinig bekend is, zijn er geen richtlijnen voor het ontwerpen van spellen. Spelontwikkelaars hebben dus vrij spel in het ontwerpen van een game. Bij de makers van diverse computerspellen is bekend dat zij de mate van verslaving doelbewust meewegen in hun commerciële strategie: hoe vaker en langer mensen spelen, hoe meer zij verdienen.
Volgens onderzoekers van de Stanford University School of Medicine hebben mannen een grotere waarschijnlijkheid om verslaafd te raken aan computerspellen dan vrouwen.
Er bestaat software om het overmatig computergebruik in te dammen, zoals ouderlijk toezicht. Dit is echter niet waterdicht en kan worden omzeild.
Op 18 juni 2018 werd gameverslaving door de Wereldgezondheidsorganisatie als officiële verslaving erkend, hoewel wetenschappers en verslavingsdeskundigen dit nog te vroeg vinden en pleiten voor meer onderzoek.
Uit onderzoek blijkt dat anno 2019 zo'n 7% van de Nederlandse jongens tot de risicogamende groep behoort. Deze groep vertoont vijf keer zo vaak lichamelijke en mentale gezondheidsproblemen en speelt gemiddeld zo’n 23 uur per week.

## MMORPG- en MOBA-computerspellen

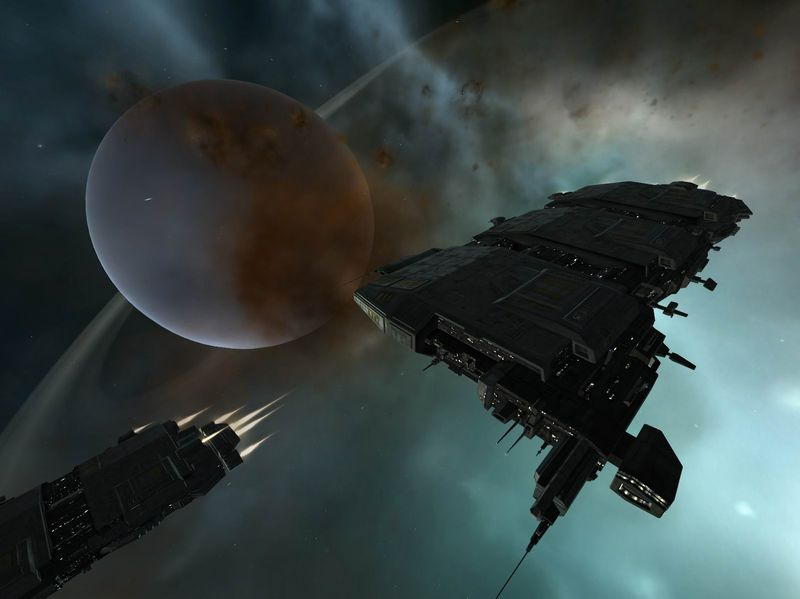
EVE Online, een MMORPG.

MMORPG-computerspellen (Massively Multiplayer Online Role-Playing Games) staan erom bekend verslavingen te veroorzaken. Deze games blijven evolueren waardoor spelers langer geïnteresseerd blijven.
Verschillende instanties die in de echte wereld voorkomen worden ook in MMORPG's nagemaakt. Het bekendste voorbeeld hiervan is de aandelenmarkt. MMORPG's maken vaak gebruik van een soort marktsysteem waarbij bepaalde objecten een stijgende of dalende prijs kunnen hebben. Deze koers beïnvloedt de economie van het spel. Een voorbeeld hiervan is "the Auction House" in World of Warcraft.
Het sociaal contact in een MMORPG is de belangrijkste verslavingsfactor. Doordat in een kunstmatige omgeving ook sociaal contact wordt aangeboden hebben spelers steeds minder de behoefte om zich in de echte wereld te begeven. Sociaal contact wordt ook sterk aangemoedigd in MMORPG's, alleen door collectieve samenwerking kunnen bepaalde doelen worden bereikt. Enkele bekende MMORPG's zijn: World of Warcraft, EVE Online, Runescape en Guild Wars. Ze zijn geëvolueerd uit immersive SIM's zoals The Elder Scrolls II: Daggerfall (1996), die verslavend zijn doordat de speler wordt ondergedompeld in een uitgestrekte virtuele wereld.
Ook multiplayer online battle arena's (MOBA) zouden voor verslavingsproblemen kunnen zorgen en worden door wetenschappers verder onderzocht. China en Zuid-Korea hebben als reactie op de toename van gameverslavingen klinieken opgericht om de volksgezondheid te bevorderen.

## Regelgeving China
Om gameverslaving tegen te gaan zijn er in 2019 in China een zestal maatregelen ingesteld. Het betreft onder meer:
- het verbod om tussen tien uur 's avonds en acht uur 's ochtends te gamen
- het verbod voor minderjarigen om langer te gamen dan anderhalf uur per dag op doordeweekse dagen, en drie uren in weekend- en vakantiedagen.[14]

In augustus 2021 werden de regels nog verstrengd – voor jongeren – tot hooguit drie uur per week.